# Île Deverd
L’île Deverd est un îlot de Nouvelle-Calédonie